# Jan Wellens de Cock

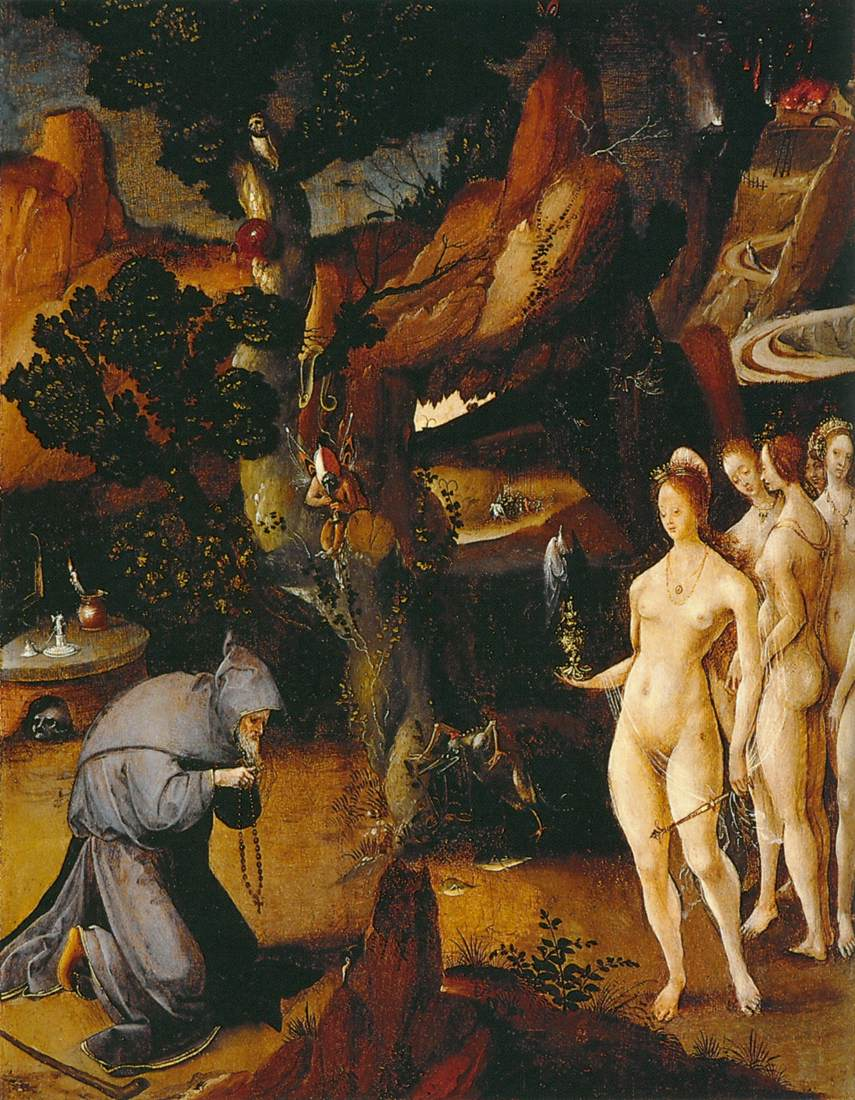
Ispitirea Sfântului Anton aflată la Muzeul Thyssen-Bornemisza

Jan Wellens de Cock (n. 1480, Leiden, Comitatul Olanda, Sfântul Imperiu Roman – d. 1527, Antwerpen, Țările de Jos Habsburgice⁠(d)) a fost un pictor flamand și desenator din timpul Renașterii nordice.

## Biografie
Se cunosc puține lucruri despre viața și cariera sa. Probabil s-a născut în Leiden, Țările de Jos, dar s-a stabilit în Anvers. În 1506 Jan apare în arhivele Breslei Sfântului Luca din Anvers ca acceptând un ucenic numit „Loduwyck”. Nu este clar în ce an Jan a devenit maestru. Jan Wellens de Cock ar putea fi aceeași persoană cu un anumit „Jan Van Leyen” (Jan de Leiden) care a devenit maestru în 1503-1504. La 6 august 1502, Jan Wellens de Cock s-a căsătorit cu Clara, fiica lui Peter van Beeringen. Jan Wellens de Cock a fost probabil aceeași persoană cu „Jan de Cock”, care a lucrat ca slujitor al breslei „Onze-Lieve-Vrouw Lof”, pentru care a executat multe comenzi în următorii ani. În 1507 de Cock a fost plătit pentru să picteze îngeri și să restaureze Duhul Sfânt la altarul acestei bresle din Catedrala din Anvers. Aceste lucrări au fost probabil pierdute în timpul beeldenstorm-ului din 1566. În 1511 breslele l-au plătit pe de Cock pentru tăierea unui bloc de lemn pentru a realiza o gravură ce a fost utilizată în procesiunea breslei. Acesta este singurul indiciu al faptului că de Cock, căruia i-au fost atribuite mai multe imprimări, a fost într-adevăr activ ca tăietor de bloc.
În 1520 a fost decanul breslei Sfântului Luca împreună cu Joos van Cleve. Activitatea artistică a lui Jan a fost subiectul unei controverse puternice și nu există o singură lucrare care să îi fie atribuită cu certitudine. Atribuirile făcute de Friedländer au fost ulterior respinse de N. Beets și G.J. Hoogewerff, dar alte atribuiri noi au fost sugerate de mulți alți autori.
El a fost tatăl a doi fii care au devenit ei înșiși artiști. Matthys Cock (1505-1548) a fost un faimos pictor de peisaje și fratele său, Hieronymus Cock (1518-1570), inițial pregătit ca pictor și peisagist, înainte de a deveni un editor și gravor prolific. Dat fiind că peisajul a jucat un rol important în munca celor doi fii ai săi, s-a sugerat deseori că activitatea lui Cock s-a concentrat și asupra acestui gen. Lucrările atribuite lui Jan aparțin, în general, așa-numitei școli de manierism din Anvers și/sau arată influența lui Hieronymus Bosch.